# Dropsonde

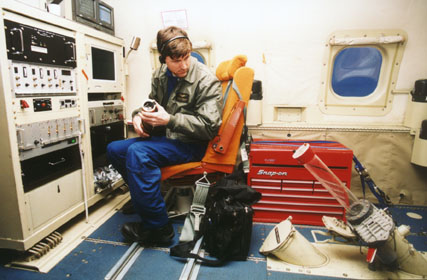
Um técnico do NOAA preparando um dropsonde para ser lançado

Dropsonde ou dropsonda é um aparelho usado em reconhecimento meteorológico criado pelo Centro Nacional para Pesquisas Atmosféricas (NCAR). O aparelho é lançado de uma aeronave em altas altitudes para prover uma medida apurada (e portanto seguir) ciclones tropicais e outros eventos meteorológicos severos. Durante a sua queda, o dropsonde coleta dados meteorológicos como temperatura, pressão atmosférica, umidade, entre outros. Um dropsonde contém também um receptor GPS que possibilita a exata localização do aparelho.